# Pacote de Direitos
O pacote de direitos (em inglês: Bundle of Rights) é uma metáfora para explicar as complexidades da propriedade.  Nos Estados Unidos é comum que professores de direito dos cursos introdutórios de direito civil usem este conceito para descrever as "partes" daquilo que compões o pleno direito de propriedade
O conceito é original do jurista Wesley Newcomb Hohfeld e foi elaborado em 1913, embora ele próprio nunca tenha usado a expressão “pacote de direitos”.  Foi Harry Bigelow que posteriormente desenvolveu e divulgou a ideia.
O pacote de direitos é comumente ensinado em cursos de direito civil do primeiro ano em faculdades de direito nos Estados Unidos para explicar como a propriedade pode "pertencer" simultaneamente à várias partes, isso é, como diferentes agentes estão envolvidos no processo de constituição do direito à propriedade. Antes do conceito do pacote de direito o entendimento majoritário acerca da propriedade compreendia-a apenas como o domínio sobre algo; até hoje a interpretação jurídica do direito de propriedade nos Estados Unidos se divide entre aqueles adeptos da compreensão tradicional e aqueles adeptos da teoria do pacote de direitos, a compreensão tradicional entende a propriedade basicamente como a capacidade do proprietário de restringir o uso de sua propriedade por terceiros, esta visão, portanto, enxerga a propriedade como coisa monolítica e não se preocupa tanto em investigar as origens do direito e suas causa, já aqueles adeptos da teoria do pacote de direitos tendem a conceber a propriedade como uma relação complexa entre vários agentes e identificam que dessas relação emergem regras que versam sobre autorizações, usos e regulações da propriedade. Ter em mente essa diferença de interpretações é especialmente útil para entender o conceito, haja vista que nos EUA e em países anglófonos no geral o que vigora é uma família jurídica descendente do direito comum (em inglês: common law), um sistema diferente daqueles de inspiração romana que vigoram no Brasil e na maior parte dos países de língua latina.
A propriedade é entendida pela teoria do pacote de direitos como uma relação muito mais complexa do que simplesmente o exercício do domínio sobre algo; para compreender o argumento central é útil imaginar um conjunto de direitos que podem isolados e investigados, como um feixe de gravetos em que cada graveto representa um direito individual. Esta é uma analogia comum feita para o conjunto de direitos; todo proprietário possui um conjunto de “gravetos” (seus direitos) que compõem um grande feixe que é seu direito integral à propriedade. 
Fazendo ainda o uso da analogia com um feixe de gravetos, poderíamos dizer que a necessidade de pagar royalties da exploração de um recurso pode ser entendida como uma "limitação" do direito de propriedade do empresário, isso é, poderíamos dizer que um graveto (direito) foi retirado de seu feixe(pacote de direitos), ao passo que, se a necessidade de pagar royalties fosse extinta, poderíamos dizer que um graveto (direito) foi adicionado ao feixe (pacote de direitos). Todas as formas de direito de propriedade são limitadas, mesmo a propriedade do governo sobre a terra não é completa, isso porque mesmo o governo é devedor de certos compromissos.

## Direitos básicos de propriedade
Tradicionalmente, o conceito de pacote de direitos abrange cinco direitos básicos que  constituem, são eles:
- Direito de posse ( ius possidendi ): no contexto do pacote de direitos (que difere da interpretação mais comum do direito à posse), esse ponto se refere à existência de uma entidade legal (o proprietário) que detém o direito de propriedade
- Direito de controle: o proprietário desse direito pode prescrever quais atividades ocorrem na propriedade, como a construção de estruturas ou a operação de um negócio. Esse direito geralmente é compartilhado entre a entidade ou sujeito que detém o direito de propriedade e governos ou organizações que têm alguma forma de jurisdição administrativa sobre a propriedade, como uma cidade com regulamentações zoneamento (que veta certas práticas relativas ao uso do espaço) ou a assembleia/associação de proprietários de lotes dentro de um condomínio fechado (que estabelece normas para o uso do espaço).
- Direito de exclusão ( ius prohibendi ): o titular deste direito pode proibir terceiros de entrar na propriedade.
- Direito de gozo ( ius utendi fruendi ): o titular deste direito pode usar a propriedade como bem entender, incluindo atividades como habitação e extração de recursos, dentro de normas então estabelecidas. Esse direito pode ser possuído parcialmente e por diferentes partes; por exemplo, embora o proprietário do título possa ter o direito geral, um arrendatário é possuidor de um direito temporário para habitar a propriedade, isso ao mesmo tempo em que esse arrendatário pode não ter qualquer direito aos recursos do subsolo desta propriedade.
- Direito de disposição ( ius disponendi ): o proprietário pode transferir quaisquer dos direitos que detém a outra parte, seja temporariamente (como em um arrendamento) ou permanentemente (por meio de herança ou venda ).

## Apontamentos sobre o conceito
É importante deixar claro que o "pacote de direitos" é uma teoria que tenta descrever um fenômeno social existente, isso é, o fenômeno da propriedade privada é anterior à teoria do pacote de direitos, esta última é, portanto, apenas uma (no caso a mais aceita entre juristas estadunidenses) entre as diversas teoria que desejam explicar o fenômeno; cabe ainda explicar que a teoria concebe a propriedade privada nas condições como ela se expressa nos Estados Unidos, ao que possa sim ser utilizada para analisar o fenômeno em outro contextos, o argumento não constitui um entendimento universal sobre o fenômeno e, por óbvio, não seria necessariamente aceito por uma corte alemã, chinesa, etc.
Ademais, o argumento constitui uma explicação jurídica para um fenômeno histórico-social, isso é, essa explicação não necessariamente é capaz de satisfazer o entendimento do fenômeno da propriedade privada nas áreas da história, economia, antropologia, etc; diferentes áreas do conhecimento possuem explicações diversas para o fenômeno da propriedade privada em geral e para o fenômeno da propriedade privada nos EUA em específico.

## Teses diversas acerca do fenômeno
O pacote de direitos pode ser insuficiente para lidar com o fenômeno da propriedade privada fora do campo jurídico, assim, diversos autores elaboraram ideias diferentes acerca da propriedade privada que se encaixem melhor com sua respectiva visão de mundo e área de Estudo, o que se segue são três exemplos de autores que formularam diferentes definições para propriedade privada:

### Proudhon
Proudhon em seu livro "O Que é a Propriedade" se propõe a analisar a natureza da propriedade priva, para tanto Proudhon busca encontrar o que há de comum em todas as expressões da propriedade priva e usa a definição romana como o grande exemplo que, em suas características fundamentais, permite uma análise geral do fenômeno, assim escreve: "O direito romano assim definia a propriedade: 'jus utendi el abutendi re sua, quatenus juris ratio patitur' - O direito de usar e abusar da coisa tanto quanto o permita a razão do direito. Pretendeu-se justificar o termo 'abusar', dizendo que significa não o abuso insensato e imoral, mas somente o domínio absoluto. Vã distinção, imaginada a fim de santificar a propriedade e sem impacto real contra os excessos de seu exercício, os quais não previne nem reprime. O proprietário é mestre em deixar que apodreçam os frutos na árvore, semear sal em suas terras, deixar verter o leite de suas vacas na areia, transformar sua lavoura em terreno baldio e fazer da horta um parque. Tudo isto é ou não é o abuso? Em matéria de propriedade, o uso e o abuso necessariamente se confundem.
Segundo a Declaração dos Direitos do Homem, publicada como preâmbulo da Constituição de 93, a propriedade é 'o direito que tem o homem de gozar e dispor à vontade de seus bens, das suas rendas, do fruto de seu trabalho e de sua indústria'.
O Código de Napoleão, artigo 544, diz: 'A propriedade é o direito de gozar e dispor das coisas da maneira mais absoluta, sempre que delas não se faça uso proibido pelas leis e pelos regulamentos'.
Estas duas definições remetem a do direito romano: todas reconhecem ao proprietário um direito absoluto sobre as coisas; e, quanto à restrição estabelecida pelo Código: 'sempre que delas não se faça uso proibido pelas leis e pelos regulamentos' não tem por objetivo limitar a propriedade, mas impedir que o domínio de um proprietário seja obstáculo ao domínio de outro proprietário; é uma confirmação do princípio, não uma limitação."
Para Proudhon a propriedade é um acordo entre a entidade que a concede (o Estado) e aquele que a recebe (o proprietário), no entanto Proudhon julga as limitações impostas pelo Estado como simples contingências sem grande importância e que tem por objetivo apenas retificar o direito de um proprietário em face dos demais. O autor prossegue então com uma diferenciação entre posse e propriedade, argumentando ao longo da obra que esta última é uma deturpação da primeira: "Faz-se distinção entre duas formas de propriedade: 1- a propriedade pura e simples, o direito de domínio, ou, como se costuma dizer, a propriedade nua. 2- a posse. 'A posse' diz Duranton 'é uma questão de fato, não de direito.' E Toullier afirma: 'A propriedade é um direito, uma faculdade legal; a posse é um fato'. O arrendatário, o colono, o sócio comanditário, o usufrutuário, são esses os possuidores; o senhor que arrenda, que cede o uso, o herdeiro que espera para gozar de seu direito assim que da morte do usufrutuário, são esses os proprietários. Permito-me empregar esta comparação: o amante é um possuidor, o marido é um proprietário."

### Rothbard
Rothbard em seu livro "The Ethics of Liberty" elabora o conceito de autopropriedade, a partir do qual formulará uma justificativa para propriedade privada. Rothbard, portanto, considera a propriedade privada como um direito natural inerente ao próprio sujeito (diferente do conceito do pacote de direito, que entende a propriedade como um acordo socialmente firmado entre duas ou mais partes, sendo uma delas necessariamente o Estado) e não fazendo distinção entre posse e propriedade.
As noções de autopropriedade e propriedade enquanto direito natural aparecem em outros autores como Destutt de Tracy, mas Rothbard as desenvolve de uma maneira específica e original em sua obra.

### Ostrom
Elinor Ostrom em seu mais conhecido artigo, "Beyond Markets and States: Polycentric Governance of Complex Economic Systems", trata não de "propriedade privada", mas sim de "bens"; o principal interesse de Ostrom é identificar os diferente usos que os agente fazem de diferentes bens, para isso a autora mobiliza diferentes autores e produz a seguinte tabela:
| Dificuldade em excluir potenciais beneficiários | Escassez do bem | Escassez do bem                                 | Escassez do bem                                                                   |
| ----------------------------------------------- | --------------- | ----------------------------------------------- | --------------------------------------------------------------------------------- |
| Dificuldade em excluir potenciais beneficiários |                 | Alta                                            | Baixa                                                                             |
| Dificuldade em excluir potenciais beneficiários | Alta            | Recursos de uso comum: Lagos, florestas, pastos | Bens Públicos: Segurança, infraestrutura de transporte, proteção contra incêndios |
| Dificuldade em excluir potenciais beneficiários | Baixa           | Bens privados: comida, roupas, automóveis       | Bens-Ferramenta: Teatros, clubes privados, centros de cuidados                    |

Os conceitos definidos por Ostrom são complexos e ela os desenvolve ao longo do artigo, o ponto aqui é demonstrar que Ostrom não reconhece diferenciação entre posse e propriedade, ao que sua definição de "bens" pode ser entendida tanto como uma escala entre "níveis de posse" quanto "níveis de propriedade", este conceito tão específico e fluído da autora tampouco faz questão de definir se a capacidade de apropriar-se ou possuir um bem é um direito natural ou um pacto social

São esses três exemplo de autores que, em seus respectivos campos, contrariam as noções expressas pela teoria do pacote de direitos com a intenção de melhor explicar o fenômeno da propriedade privada dentro de sua área de estudos e segundo sua visão de mundo. Outros tantos exemplos podem ser encontrados

## Exemplos de repartição de direitos
Esta tabela detalha alguns dos vários direitos envolvidos na constituição de uma propriedade, vários desses direitos podem ser transferidos entre diferentes partes por meio de venda ou troca; terceiros podem inclusive obter direitos de acesso e lucrar com vários direitos de uso público sem o consentimento do titular do título, esse frequentemente é o caso de empresas de extração de recursos. 
| Possuidor do Título                                                                                             | Uso público                                                                                     | Governo | Terceiro                                                                                                   |
| --- | ----------------------------------------------------------------------------------------------- | --- | --- |
| - Posse (direito de uso e ocupação) - Título legal - Hipoteca - Aluguel - Transferir - Subdividir a propriedade | - Obras públicas - Direito sobre espaço aéreo - Direitos sobre a água - Direitos sobre minerais | - Prerrogativa de cobrar imposto sobre a propriedade - Proteção de espécies ameaçadas - Proteção de mata ciliar - Planejamento urbano - Prerrogativa de desapropriação | - Direito de usar e ocupar como inquilino - Associação de proprietários - Tombamento histórico - Usucapião |